# Kevin Lara
Kevin Raúl Lara Herrera (ur. 18 kwietnia 1998 w Culiacán) – meksykański piłkarz występujący na pozycji skrzydłowego lub ofensywnego pomocnika, od 2024 roku zawodnik amerykańskiego Panathinaikosu Chicago.